# بوبر گلوروشن
بوبر گلوروشن (نام علمی: Atimastillas flavigula) گونه‌ای پرنده از راسته گنجشک‌سانان و تیرهٔ بلبلان است. این گونه در غرب آفریقای مرکزی یافت می‌شود. زیستگاه‌های طبیعی آن جنگل‌های خشک نیمه‌گرمسیری یا گرمسیری، ساوانای نمناک و بوته‌زارهای نمناک نیمه‌گرمسیری یا گرمسیری است.